# Agapanthia subnuda
Agapanthia subnuda là một loài bọ cánh cứng trong họ Cerambycidae.